# Episimus jamaicanus
Episimus jamaicanus is een vlinder uit de familie van de bladrollers (Tortricidae). De wetenschappelijke naam van de soort is voor het eerst gepubliceerd in 2008 door Józef Razowski en John Wesley Brown.
De voorvleugellengte bedraagt 10 millimeter.
De soort is ontdekt in de berggebieden van Jamaica op een hoogte van 850 meter.